# كتفية (مسيحية)
الكَتِفيّة هو لباس طقوسي يستخدم في الكنيسة الرومانية الكثلية والكنيسة اللوثرية والأرثوذكسية الغربية، وبعض الكنائس الأنجليكية والأرمنية والوطنية البولندية.